# Lerche (studio)
Lerche (Nhật: ラルケ Hepburn: Raruke, lấy từ  "lerche" tiếng Đức) là một chi nhánh sản xuất phim hoạt hình Nhật Bản của Studio Hibari được thành lập năm 2011. Kishi Seiji và Andō Masaomi là những đạo diễn phổ biến của chi nhánh. Một số tác phẩm đáng chú ý của Lerche bao gồm Lớp học ám sát, Chào mừng đến lớp học đề cao thực lực, Asobi Asobase và  Given.

## Tác phẩm

### Phim truyền hình
| Tựa đề                                                  | Đạo diễn                                                   | Ngày phát sóng      | Ngày phát sóng           | Số tập | Chú thích                                                                    |
| Tựa đề                                                  | Đạo diễn                                                   | Bắt đầu             | Kết thúc                 | Số tập | Chú thích                                                                    |
| ------------------------------------------------------- | ---------------------------------------------------------- | ------------------- | ------------------------ | ------ | ---------------------------------------------------------------------------- |
| Maji de Watashi ni Koi Shinasai!                        | Motonaga Keitaro                                           | 2 tháng 10 năm 2011 | 18 tháng 12 năm 2011     | 12     | Dựa trên visual novel của Minato Soft.                                       |
| Danganronpa: Kibō no Gakuen to Zetsubō no Kōkōsei       | Kishi Seiji                                                | 4 tháng 7 năm 2013  | 26 tháng 9 năm 2013      | 13     | Dựa trên visual novel của của Spike Chunsoft.                                |
| Machine-Doll wa Kizutsukanai                            | Yoshimoto Kinji                                            | 7 tháng 10 năm 2013 | 23 tháng 12 năm 2013     | 12     | Dựa trên light novel của Kaitō Reiji.                                        |
| Re:␣Hamatora                                            | Kishi Seiji                                                | 17 tháng 7 năm 2014 | 22 tháng 9 năm 2014      | 12     | Phần tiếp theo của Hamatora, trước do NAZ sản xuất.                          |
| Lớp học ám sát                                          | Kishi Seiji                                                | 9 tháng 1 năm 2015  | 20 tháng 6 năm 2015      | 22     | Dựa trên manga được viết của Matsui Yūsei.                                   |
| Rampo Kitan: Game of Laplace                            | Kishi Seiji                                                | 2 tháng 7 năm 2015  | 17 tháng 9 năm 2015      | 11     | Dựa theo các tác phẩm của Edogawa Ranpo.                                     |
| Monster Musume no Iru Nichijō                           | Yoshihara Tatsuya                                          | 7 tháng 7 năm 2015  | 22 tháng 9 năm 2015      | 12     | Dựa trên manga của Okayado.                                                  |
| Gakkō Gurashi!                                          | Andō Masaomi                                               | 9 tháng 7 năm 2015  | 24 tháng 9 năm 2015      | 12     | Dựa trên manga của Kaihō Norimitsu.                                          |
| Lớp học ám sát S2                                       | Kishi Seiji                                                | 7 tháng 1 năm 2016  | 30 tháng 6 năm 2016      | 25     | Mùa thứ hai của Lớp học ám sát.                                              |
| Saijaku Muhai no Bahamut                                | Andō Masaomi                                               | 11 tháng 1 năm 2016 | 28 tháng 3 năm 2016      | 12     | Dựa trên light novel của Akatsuki Senri.                                     |
| Danganronpa 3: The End of Kibōgamine Gakuen             | Kishi Seiji Fukuoka Daisei                                 | 11 tháng 7 năm 2016 | 29 tháng 9 năm 2016      | 24     | Phần cuối của Danganronpa.                                                   |
| Mahō Shōjo Ikusei Keikaku                               | Hashimoto Hiroyuki                                         | 1 tháng 10 năm 2016 | 17 tháng 12 năm 2016     | 12     | Dựa trên light novel của Endō Asari.                                         |
| Kuzu no Honkai                                          | Andō Masaomi                                               | 12 tháng 1 năm 2017 | 30 tháng 3 năm 2017      | 12     | Dựa trên manga của Yokoyari Mengo.                                           |
| Chào mừng đến lớp học đề cao thực lực                   | Kishi Seiji Hashimoto Hiroyuki                             | 12 tháng 7 năm 2017 | 27 tháng 9 năm 2017      | 12     | Dựa trên light novel của Kinugasa Sogo.                                      |
| Konohana Kitan                                          | Okamoto Hideki                                             | 4 tháng 10 năm 2017 | 20 tháng 12 năm 2017     | 12     | Dựa trên manga của Sakuya Amano.                                             |
| Kino no Tabi: The Beautiful World - The Animated Series | Taguchi Tomohisa                                           | 6 tháng 10 năm 2017 | 22 tháng 12 năm 2017     | 12     | Dựa trên light novel của Sigusawa Keiichi.                                   |
| Hakumei to Mikochi                                      | Andō Masaomi                                               | 12 tháng 1 năm 2018 | 30 tháng 3 năm 2018      | 12     | Dựa trên manga của Kashiki Takuto.                                           |
| Shichisei no Subaru                                     | Nishouji Yoshito                                           | 6 tháng 7 năm 2018  | 21 tháng 9 năm 2018      | 12     | Dựa trên light novel của Tao Noritake.                                       |
| Asobi Asobase                                           | Kishi Seiji                                                | 8 tháng 7 năm 2018  | 23 tháng 9 năm 2018      | 12     | Dựa trên manga của Suzukawa Rin.                                             |
| Radiant                                                 | Fukuoka Daisei Kishi Seiji                                 | 6 tháng 10 năm 2018 | 6 tháng 2 năm 2020       | 42     | Dựa trên bộ truyện tranh của họa sĩ người Pháp Tony Valente.                 |
| Kanata no Astra                                         | Andō Masaomi                                               | 3 tháng 7 năm 2019  | 18 tháng 9 năm 2019      | 12     | Dựa trên manga của Shinohara Kenta.                                          |
| Given                                                   | Hikaru Yamaguchi                                           | 11 tháng 7 năm 2019 | Ngày 19 tháng 9 năm 2019 | 11     | Dựa trên bộ manga yaoi của Kizu Natsuki.                                     |
| Jibaku Shounen Hanako-kun                               | Andō Masaomi                                               | 9 tháng 1 năm 2020  |                          | 12     | Dựa trên manga của Aida Iro.                                                 |
| Idoly Pride                                             | Kinome Yū                                                  | 10 tháng 1 năm 2021 | 28 tháng 3, 2021         | 12     | Dựa trên một dự án thần tượng của CyberAgent, đồng sản xuất với CAAnimation. |
| Gyakuten Sekai no Denchi Shoujo                         | Andō Masaomi                                               | 11 tháng 10, 2021   | 27 tháng 12, 2021        | 12     | Tác phẩm nguyên tác.                                                         |
| Chào mừng đến lớp học đề cao thực lực S2                | Hashimoto Hiroyuki & Kishi Seiji (tổng), Nishōji Yoshihito | 4 tháng 7, 2022     | 26 tháng 9, 2022         | 13     | Mùa thứ hai của Chào mừng đến lớp học đề cao thực lực.                       |
| World Dai Star                                          | Kinome Yū                                                  | 9 tháng 4, 2023     | 25 tháng 6, 2023         | 12     | Dựa trên một dự án của hãng Emotion thuộc Bandai Visual                      |
| Hōkago Shōnen Hanako-kun                                | Kitamura Masaki                                            | 12 tháng 10, 2023   |                          | 8      | Spin-off của Jibaku Shounen Hanako-ku.                                       |
| Chào mừng đến lớp học đề cao thực lực S3                | Hashimoto Hiroyuki & Kishi Seiji (tổng), Nishōji Yoshihito | 3 tháng 1, 2024     | 27 tháng 3, 2024         | 13     | Mùa thứ ba của Chào mừng đến lớp học đề cao thực lực.                        |

### Phim điện ảnh
| Tiêu đề                                | Ngày phát hành       | Ghi chú                                  |
| -------------------------------------- | -------------------- | ---------------------------------------- |
| Fw:Hamatora                            | 14 tháng 11 năm 2015 | Tóm tắt phim của Hamatora.               |
| Lớp học ám sát: Thời khắc của 365 Ngày | 19 tháng 11 năm 2016 | Tóm tắt lại nội dung của Lớp học ám sát. |
| Given                                  | 22 tháng 8 năm 2020  | Phần tiếp theo của Given.                |
| Eiga Given: Hiiragi mix                | 27 tháng 1, 2024     | Phần tiếp theo của Given.                |
| Eiga Given: Umi e                      | 20 tháng 9, 2024     | Phần tiếp theo của Given.                |

### OVA/ONA
| Tiêu đề                                                    | Ngày phát hành                             | Số tập | Chú thích                                                                   |
| ---------------------------------------------------------- | ------------------------------------------ | ------ | --------------------------------------------------------------------------- |
| Carnival Phantasm                                          | tháng 12 năm 8, 2011 - 31 tháng 12, 2011   | 16     | Dựa trên manga của Takenashi Eri và Type-Moon.                              |
| Fate/Prototype                                             | Ngày 31 tháng 12 năm 2011                  | 1      | Dựa trên nguyên tác của visual novel Fate/stay night.                       |
| Machine-Doll wa Kizutsukanai                               | 25 tháng 12 năm 2013 - 28 tháng 5 năm 2014 | 6      | Câu chuyện phụ của Machine-Doll wa Kizutsukanai.                            |
| Monster Musume no Iru Nichijō                              | 11 tháng 11 năm 2016 - 13 tháng 4 năm 2017 | 2      | Câu chuyện phụ của Monster Musume no Iru Nichijō                            |
| Koro Sensei Q                                              | 23 tháng 12 năm 2016 - 9 tháng 3 năm 2017  | 12     | Ngoại truyện của Lớp học ám sát, dựa trên manga của Watanabe Kizuku.        |
| Super Danganronpa 2.5: Komaeda Nagito to Sekai no Hakaisha | 12 tháng 1 năm 2017                        | 1      | Dựa trên series trò chơi điện tử Danganronpa.                               |
| Escha Chron                                                | 15 tháng 7 năm 2017                        | 2      | Dựa trên một dự án của DIVE II Entertainment.                               |
| Fate/Grand Carnival                                        | 2 thang 6, 2021 – 13 tháng 10, 2021        | 2      | Ngoại truyện của Carnival Phantasm mang chủ đề xoay quanh Fate/Grand Order. |
| Given: Uragawa no Sonzai                                   | 1 tháng 12, 2021                           | 1      | Câu chuyện phụ của Given                                                    |